# Lizzie Lee
Lizzie Lee (ur. 22 maja 1980 w Bishopstown) – irlandzka lekkoatletka specjalizująca się w biegach długodystansowych.
W 2009 roku przestała uprawiać triathlon i skupiła się na biegach długodystansowych. Pracuje w firmie Apple. Jest mężatką i ma córkę Lucy.
W 2012 roku zdobyła drużynowo złoty medal w Mistrzostwach Europy w biegach przełajowych w Budapeszcie. Z czasem 28:42 indywidualnie zajęła 23. miejsce. W 2015 roku na Mistrzostwach Europy w biegach przełajowych zajęła indywidualnie 13. miejsce z czasem 26:41,00. Pozwoliło to na zdobycie Irlandkom 3 miejsca w biegu drużynowym.
Zakwalifikowała się do Letnich Igrzysk Olimpijskich 2016. Ukończyła na nich maraton na 57 miejscu z czasem 2:39:57.
W marcu 2018 na Mistrzostwach Świata w Półmaratonie w Walencji pobiła swój rekord życiowy.

## Osiągnięcia
| Rok  | Impreza                                   | Miejsce        | Konkurencja      | Pozycja     | Wynik    |
| ---- | ----------------------------------------- | -------------- | ---------------- | ----------- | -------- |
| 2012 | Mistrzostwa Europy w biegach przełajowych | Budapeszt      | drużyna seniorek | 1. miejsce  | 28:42,00 |
| 2013 | Mistrzostwa Świata w Biegach Przełajowych | Bydgoszcz      | bieg seniorek    | 70. miejsce | 26:55    |
| 2015 | Mistrzostwa Europy w biegach przełajowych | Hyères         | drużyna seniorek | 3. miejsce  | 26:41,00 |
| 2016 | Mistrzostwa Świata w Półmaratonie         | Cardiff        | półmaraton       | 52. miejsce | 1:15:36  |
| 2016 | Igrzyska Olimpijskie                      | Rio de Janeiro | maraton          | 57. miejsce | 2:39:57  |
| 2018 | Mistrzostwa Świata w Półmaratonie         | Walencja       | półmaraton       | 46. miejsce | 1:13:19  |
| 2018 | Mistrzostwa Europy w Lekkoatletyce        | Berlin         | maraton          | 29. miejsce | 2:40:12  |